# Sand Fork
Sand Fork – miasto w Stanach Zjednoczonych, w stanie Wirginia Zachodnia, w hrabstwie Gilmer.